# Auby
 Auby  es una población y comuna francesa, en la región de Norte-Paso de Calais, departamento de Norte, en el distrito de Douai y cantón de Douai-Nord-Est.

## Demografía
| 9121 | 9208 | 8954 | 8630 | 8442 | 7958 | 7845 |
| Para los censos de 1962 a 1999 la población legal corresponde a la población sin duplicidades (Fuente: INSEE [Consultar]) |      |      |      |      |      |      |